# Frank Drost (dammer)

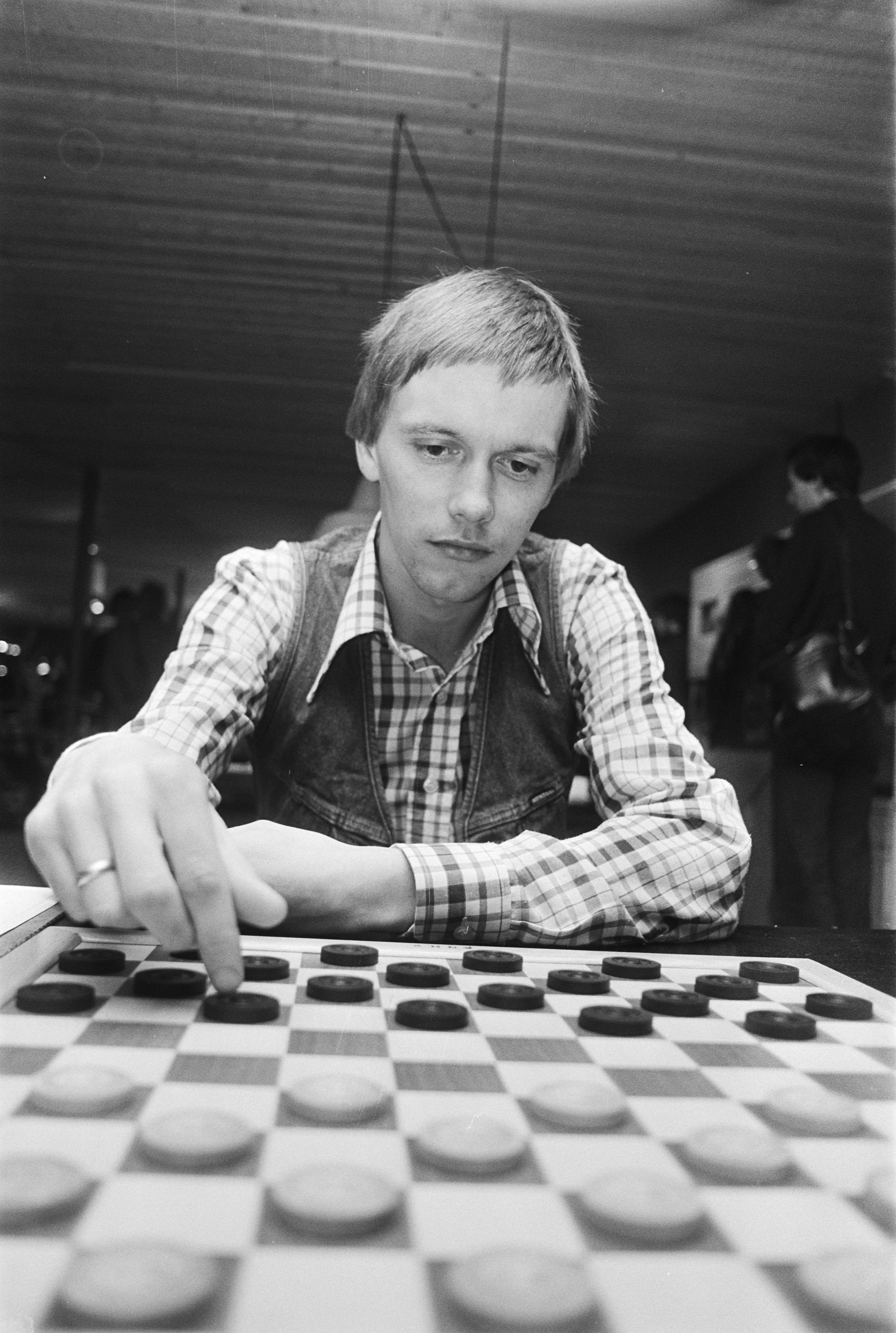
Frank Drost tijdens het NK van 1977.

Frank Drost (26 juli 1953) is een Nederlandse dammer die in 1967 en 1968 Nederlands jeugdkampioen en in 1978 algemeen Nederlands kampioen werd. Hij is Nationaal Grootmeester en Internationaal Meester. Drost werd derde in het Europees kampioenschap 1974 en achtste in het wereldkampioenschap 1978. Hij is de grondlegger van het Drost-systeem (het offeren van de centrumschijf in de Roozenburg-opstelling en aanval op een schijf van de tegenstander). Van 1973 tot 2001 was hij damredacteur van Trouw. In 1980 is hij met de actieve wedstrijdsport gestopt op 27-jarige leeftijd.

## Externe link

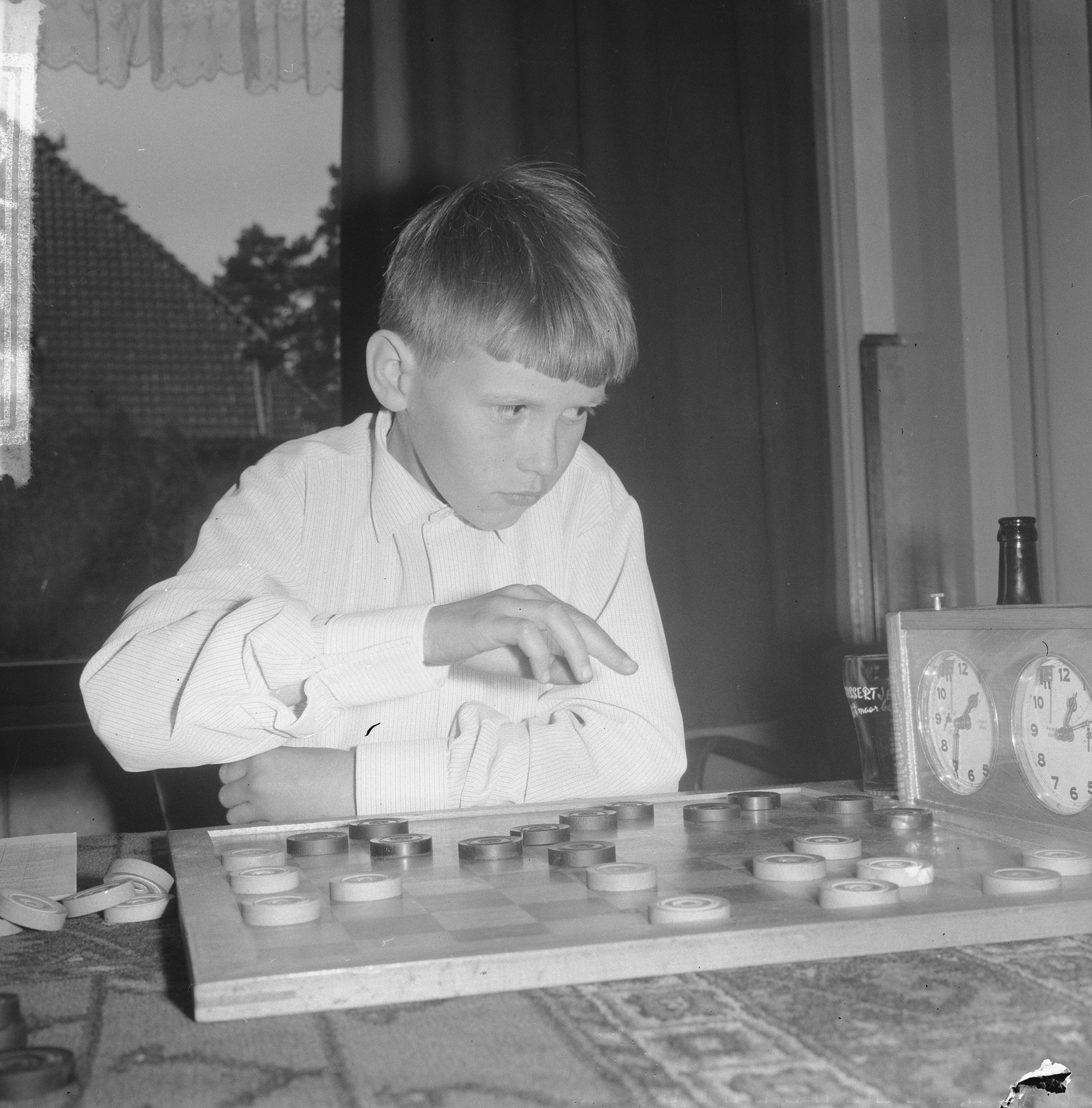
De 11-jarige Frank Drost als deelnemer aan het NK Junioren tot 19 jaar in 1965, waarin hij op de vierde plaats eindigde.